# Charline Labonté
Charline Labonté (Montréal, 15 ottobre 1982) è una hockeista su ghiaccio canadese che gioca nel ruolo di portiere. Con la nazionale di hockey su ghiaccio femminile del Canada ha partecipato ai Giochi olimpici di Torino 2006, Vancouver 2010 e Sochi 2014, vincendo tre medaglie d'oro.

## Biografia
Nel giugno 2014 fa coming out dichiarandosi lesbica e rendendo nota la sua relazione con la pattinatrice Anastasia Bucsis.

## Palmarès
- Giochi olimpici

Torino 2006: oro
Vancouver 2010: oro
Sochi 2014: oro
- Campionato mondiale

Svezia 2005: argento
Canada 2007: oro
Cina 2008: argento
Finlandia 2009: argento
Svizzera 2011: argento
Stati Uniti d'America 2012: oro